# Gertrud Frisch-von Meyenburg
Gertrud (genannt «Trudy») Anna Constance Frisch-von Meyenburg (* 1916; † 2009) war eine Schweizer Architektin und die erste Ehefrau des Schriftstellers Max Frisch.

## Leben
Gertrud von Meyenburg wurde als Tochter des Pathologen Hans von Meyenburg geboren. Sie verbrachte ihre Kindheit in Lausanne, Zürich und Herrliberg.
Wie schon ihr älterer Bruder studierte sie an der ETH Zürich Architektur. 1938 absolvierte sie ein einjähriges Praktikum im Architekturbüro Piacentini und Spaccarelli in Rom, wo sie im Zusammenhang mit der Stadtsanierung alte Stadthäuser erfasste. 1940 machte sie in Zürich ihr Diplom. Ab 1941 arbeitete sie im Architekturbüro ihres Bruders Hans von Meyenburg. Im September desselben Jahres trat sie in das Büro von Friedrich Hess, Professor in Baukonstruktion an der ETH Zürich, ein.
Bereits während des Studiums hatte von Meyenburg Max Frisch kennengelernt, der ebenfalls Architektur studierte. Am 30. Juli 1942 heirateten sie. Das Paar hatte drei Kinder: Ursula Priess-Frisch (* 1943) – welche die Beziehung zu ihrem berühmten Vater in den 2009 und 2015 veröffentlichten Büchern literarisch aufarbeitete –, Hans Peter (* 1944) und Charlotte (* 1949). Seit 1954 lebte Max Frisch getrennt von seiner Familie, 1959 wurde die Ehe geschieden. 
Trudy Frisch-von Meyenburg begann wieder als Architektin zu arbeiten und machte sich selbstständig. Eine ihrer wichtigsten Arbeiten ist das Schulhaus Auzelg in Zürich-Schwamendingen (1973). Sie unterstützte den Wiederaufbau alter Gutshöfe im Umfeld der Kooperative Longo maï in Frankreich. Sie schuf zudem nach italienischen Bauvorbildern die Spielzeugkästen «Borgo» und «Rocca», mit bemalten Holzklötzen, die sich zu Städtchen oder Siedlungslandschaften zusammenstellen lassen.